# Bryomyia incisa
Bryomyia incisa är en tvåvingeart som beskrevs av Boris Mamaev 1963. Bryomyia incisa ingår i släktet Bryomyia och familjen gallmyggor. Inga underarter finns listade i Catalogue of Life.